# 一次骨
一次骨（いちじこつ、Primary_bone）は、胚発生や骨折修復において最初に出現する骨組織である。
コラーゲン線維がランダムに配置されているのが特徴である。In most places in adults this tissue is replaced by secondary bone tissue except, for example, near the sutures of calvara or tooth sockets.二次骨は骨細胞の量が少ないので、一次骨はX線によってはるかに容易に透過する。

## 臨床的意義
Primary bone or the primary ossification center is the beginning of the bone building process during the first trimester. 石灰化した軟骨は好塩基性で、新しく作られる骨は好酸性である。 The primary ossification occurs in the diaphysis. In contrast, secondary ossification centers appear later at the epiphyses of the cartilage and develop similarly to the diaphysis.

### がん
原発性骨がんは肉腫の一種で、骨、筋肉、繊維組織、血管、脂肪組織、およびその他の組織に発生するがんである。 原発性骨がんは、体内の206個の骨のいずれにも発生する可能性があるが、ほとんどは腕と脚に発生すると見られている。 最も一般的な症例は小児および若年成人である。以下のリストには原発性骨がんのタイプが含まれている。
- 骨肉腫
- 軟骨肉腫
- ユーイング肉腫
- Adamantinomas
- 脊索腫

## 参照
- Somite
- Somitogenesis